# مرغابی فیلیپینی
مرغابی فیلیپینی (نام علمی: Anas luzonica) نام یک گونه از سرده مرغابی‌ها است.